# میرسلاو دورسکی
میرُسلاو دوُرسکی (اسلواکی: Miroslav Dvorský؛ زادهٔ ۱۶ مهٔ ۱۹۶۰) خواننده اپرا با صدای تنور اهل کشور اسلواکی است. او شهرتی بین‌المللی دارد و از اوایل دههٔ ۱۹۸۰ فعالیت داشته‌است.